# Trattamento legale della prostituzione
     Depenalizzazione - Nessuna sanzione penale per la prostituzione
     Legalizzazione - prostituzione legale e regolamentata
     Abolizionismo non proibizionista: la prostituzione è legale, ma le attività organizzate come bordelli e sfruttamento della prostituzione sono illegali; la prostituzione non è regolamentata
     Neoabolizionismo - illegale comprare sesso e il coinvolgimento di terze parti, il lavoro sessuale è legale ma non tutelato 
     Proibizionismo - vendere sesso illegale, comprare sesso a volte punito, a volte impunito
     La legalità varia con le leggi locali

Depenalizzazione - Nessuna sanzione penale per la prostituzione
Legalizzazione - prostituzione legale e regolamentata
Abolizionismo non proibizionista: la prostituzione è legale, ma le attività organizzate come bordelli e sfruttamento della prostituzione sono illegali; la prostituzione non è regolamentata
Neoabolizionismo - illegale comprare sesso e il coinvolgimento di terze parti, il lavoro sessuale è legale ma non tutelato
Proibizionismo - vendere sesso illegale, comprare sesso a volte punito, a volte impunito
La legalità varia con le leggi locali

Le leggi sulla prostituzione variano notevolmente da paese a paese. Il lavoro sessuale può essere considerato del tutto legale e accomunato al lavoro autonomo oppure in altri contesti, può essere un reato punibile con la pena di morte

## Panoramica
Il lavoro sessuale è considerato un argomento controverso. Sicuramente esiste una forte stigmatizzazione sociale in tutti i paesi; i membri di alcune religioni reputano la prostituzione contraria ai loro codici morali, altri la vedono più come un "male necessario". Attivisti e diverse organizzazioni pongono grande attenzione ai diritti umani delle persone coinvolte nel lavoro sessuale, tra cui la libertà di parola, di movimento e per tutto ciò che riguarda le assicurazioni sanitarie e di alloggio.

### Posizioni femministe contro il lavoro sessuale delle donne
Nell'ambito del femminismo esistono gruppi, associazioni e singole soggettività che esprimono posizioni che considerano il lavoro sessuale sempre e comunque una forma di sfruttamento di matrice patriarcale in cui gli uomini abusano le donne. Ad esempio l'ONG "European Women's Lobby (EWL)", che si autodefinisce come la più vasta organizzazione di associazioni femminili dell'Unione europea, ha condannato la prostituzione come "un'intollerabile forma di violenza maschile". In questo tipo di analisi non viene presa in considerazione la prostituzione maschile . Chi ha posizioni di questo tipo viene frequentemente definita SWERF ("sex worker-exclusionary radical feminist").

### Amnesty International e organizzazioni disex workers
Il movimento internazionale per i diritti umani Amnesty International ha invece raccomandato la depenalizzazione con l'attuazione di forme di protezione delle persone dedite al lavoro sessuale ("sex working"); l'associazione adotta questa posizione a partire dalla risoluzione dell'11 agosto 2015, contro la criminalizzazione di lavoratrici, lavoratori e clienti; la prostituzione volontaria di persone adulte, in linea con le linee guida delle Nazioni Unite, è definita come possibilmente tollerabile e legalizzabile, se non si figura come una tratta schiavistica ma come una scelta professionale, secondo quanto stabilito in documenti delle Nazioni Unite. Il documento di Amnesty International, esprimendosi specialmente contro i modelli abolizionisti, eccessivamente regolamentaristi e proibizionisti come aumentanti lo stigma e l'isolamento, afferma che occorre «rendere legali tutti gli aspetti del sex work consensuale, proteggere i sex worker dallo sfruttamento, il trafficking e la violenza» e definisce l'attività sessuale come "un bisogno primario" (come nella piramide di Maslow) e la prostituzione (facendo indiretto riferimento alla figura dell'assistente sessuale) come un lavoro che talvolta «aiuta le persone, soprattutto i disabili, a esprimere la loro sessualità, a sviluppare una maggiore fiducia in se stessi e migliorare la propria gioia di vivere e la propria dignità. [...] Le interferenze delle leggi statali ostacolano questi diritti fondamentali e si basano su pregiudizi culturali».
Questa posizione dell'organizzazione è sostenuta da gruppi di sex workers e in loro difesa come NSWP, Comitato per i Diritti Civili delle Prostitute, EISWA, Comitato Ombrelli Rossi, Red Umbrella Fund promosso da Open Society Foundations ecc., e anche dall'American Civil Liberties Union. Essi richiedono anche la tutela sociale, sanitaria e pensionistica, come realizzata in Belgio nel 2024. 
Si ricorda anche l'organizzazione COYOTE, promossa dalla prostituta e attivista Margo St. James che riuscì a a far depenalizzare l'atto di prostituirsi nel Rhode Island e negli anni '80 tentò la stessa cosa nello stato di New York assieme a Fred Cherry, un uomo con una malattia invalidante che era ricorso numerose volte ai servizi di prostitute, e intentava causa per far dichiarare incostituzionale la legge anti-prostituzione dello stato di New York, argomentando che impediva a persone come Cherry di avere normali rapporti sessuali, intervenendo su attività che si svolgevano nel privato. Essi furono patrocinati dall'avvocato di estrema sinistra William Kunstler.
La posizione delle sex workers è oggetto di critiche da parte di gruppi anti-prostituzione sia di matrice femminista radicale sia religiosi, in particolare legati alla Chiesa cattolica.
I movimenti pro-sex working sostengono che gli abolizionisti abbiano difatti una posizione fortemente ideologizzata che non riconosce l'autodeterminazione dei sex workers, ritenendo l'attività sessuale un bene non disponibile, e tollerando al massimo la vendita di servizi ma non l'acquisto; ciò è ritenuto, nel caso di perfetto consenso, un'ingerenza neo-puritana, lombrosiana e paternalista, che va ad inficiare la capacità giuridica e la capacità di agire della persona prostituta, ritenuta incapace di volere come un infermo di mente grave o un minorenne, oppure costretta "inconsciamente" dalla società. Sia gli abolizionisti che i pro-sex work vengono accusati dai loro avversari di fare riferimento a casi limite (abuso o libera scelta) estendendoli all'intero panorama.

### Posizione delle Nazioni Unite
Il 2 dicembre 1949 le Nazioni Uniti votarono una Convenzione per la repressione della tratta degli esseri umani e dello sfruttamento della prostituzione  adottata dall'Assemblea generale delle Nazioni Unite con risoluzione 317 (IV), ed entrata in vigore il 25 luglio 1951.
Nel dicembre 2012 il programma congiunto delle Nazioni Unite sull'HIV/AIDS ha pubblicato un documento sulla "Prevenzione e trattamento dell'HIV e di altre infezioni a trasmissione sessuale per i lavoratori sessuali nei paesi a basso e medio reddito" in cui sono contenute le seguenti raccomandazioni e buone pratiche:
1. Tutti i paesi dovrebbero impegnarsi verso una depenalizzazione del lavoro sessuale e l'eliminazione dell'applicazione ingiusta di leggi e regolamenti non penali contro i lavoratori del sesso.
2. I governi dovrebbero stabilire leggi anti discriminatorie e che ne favoriscano i pieni diritti civili, contro ogni forma di discriminazione e violenza, al fine di realizzare l'attuazione dei diritti umani e ridurre nei soggetti coinvolti la vulnerabilità all'infezione da HIV e l'impatto dell'AIDS nei paesi in via di sviluppo. Le leggi e regolamentazioni dovrebbero garantire il diritto ai servizi sanitari e finanziari sociali.
3. I servizi sanitari dovrebbero essere disponibili e accessibili ai lavoratori sessuali sulla base del principio riguardante il diritto alla salute.
4. La violenza contro le prostitute è un fattore di rischio e dev'essere prevenuto e affrontato in collaborazione con i soggetti coinvolti.

Il termine "lavoro sessuale" è usato in modo intercambiabile con "prostituzione" in accordo con l'OMS e l'ONU.
Il 30 maggio 2024 lo United Nations Working Group on Discrimination Against Women and Girls pubblica un documento in cui chiede un impegno per la depenalizzazione a livello mondiale.

### Unione europea
Una risoluzione del Parlamento europeo in favore del modello neoproibizionista/neoabolizionista (prostituzione legale ma divieto di acquistare servizi) non ha ottenuto un'ampia maggioranza vincolante nel dicembre 2023. A favore del testo hanno votato 234 deputati, prevalentemente popolari, socialisti e una parte dei liberali, mentre le destre radicali, la sinistra (OiP, SE), e i verdi, alcuni popolari (tra cui gli italiani di Forza Italia) hanno votato contro (175) o si sono astenuti (122).
Nel 2001 la Corte di giustizia europea si pronunciò sul tema definendo la prostituzione "prestazione di servizi retribuiti che […] rientra nel concetto di attività economiche", dove non è proibita in maniera totale. Secondo la corte "è pacifico che l'attività di prostituzione può svolgersi al di fuori di qualsiasi prossenetismo" ossia senza sfruttamento e coercizione.
Alcuni paesi dell'Unione consentono la prostituzione regolamentata o legale, altri come l'Italia la considerano attività non regolamentata ma secondo pronunce giudiziarie "lecita", talvolta anche definita "attività normale", nell'ambito "sinallagmatico", perlopiù verbale con accordo delle parti, ossia un contratto di scambio con valore vincolante verso il cliente della prostituta (promessa unilaterale), ma non un lavoro vero e proprio, altri la vietano in tutto o in parte.

### Consiglio d'Europa e CEDU
La Corte europea per i diritti dell'uomo (CEDU), organo del Consiglio d'Europa, ha effettuato pronunce contro alcuni aspetti del suddetto modello, seppur adottato o suggerito da direttive del Parlamento europeo, ad esempio nel 2005, quando i giudici di Strasburgo riscontrarono una violazione degli articoli 5 e 8 della Convenzione europea dei diritti dell'uomo rispettivamente in materia di "libertà personale e sicurezza", e di "rispetto della vita privata" da parte del governo svedese, per quanto riguarda le prostitute e le malattie sessualmente trasmissibili.
La sentenza del 2007 Tremblay contro Francia ritenuto che la prostituzione debba essere considerata incompatibile con i diritti e la dignità della persona solo quando costituisca oggetto di costrizione, quindi lavoro forzato (articolo 4), anche attraverso l’abuso della situazione di vulnerabilità, ma solo in questo caso (S.M. contro Croazia, 2020).
La normativa francese del 2016 (che ha reso legale prostituirsi ma punisce l'acquisto di servizi sessuali, quindi il cliente, oltre allo sfruttatore e al favoreggiatore) è stata oggetto di ricorso sotto esame della CEDU dopo l'accoglimento (31 agosto 2023) del ricorso (M.A. e altri contro Francia, per un totale di quattro ricorsi) effettuato da 291 lavoratrici e lavoratori di varie nazionalità e da associazioni di rappresentanza secondo cui la legge neo-proibizionista contro i clienti avrebbe danneggiato la loro sicurezza economica e personale costringendo i lavoratori che non intendono abbandonare il sex working nella semiclandestinità, ricorso dichiarato "ricevibile" e "ammissibile", in seguito anche al contraddittorio rapporto delle forze dell'ordine francesi del 2019 che ha portato a revisioni lievi della legge. Essi chiedono la possibilità di effettuare il lavoro sessuale in un contesto completamente legale, depenalizzato o non punibile, come libera scelta., citando anche un documento di esperti pubblicato da Médecins du Monde per cui dal 2016 "il 42 % delle prostitute sono state più esposte alla violenza e il 38 % ha trovato crescenti difficoltà a essere sicure che gli uomini usassero preservativi" rendendole più soggette alle malattie sessualmente trasmissibili, nonché sottoposte ugualmente a fenomeni di brutalità poliziesca.
Secondo l'accoglimento preliminare del ricorso per i giudici tale legge, rispetto ai modelli abolizionisti, regolamentaristi e depenalizzanti, potrebbe violare gli articoli 2, 3 e 8 della Convenzione (diritto alla vita, protezione contro trattamenti inumani e degradanti, diritto al rispetto della vita privata e familiare) e l'articolo 34 (diritto di ricorso individuale); viene fatto riferimento particolare allo nozione di "vittima potenziale", ritenuta dalla decisione autonoma di ammissibilità un'"interpretazione estensiva" (che estende il significato delle parole oltre l'uso letterale cui sono normalmente destinate, tentando di interpretare il pensiero del legislatore), per cui a livello di giurisprudenza la stessa persona che si prostituisce, che la legge intenderebbe proteggere, risulta essere "vittima collaterale" della legge stessa. Il 25 luglio 2024 la CEDU stabilisce che la Francia non sta violando i diritti dei sex workers come da essi ritenuto, ma afferma altresì che gli Stati debbano riesaminare costantemente l'approccio che hanno adottato - in particolare quando si basa sul divieto assoluto di acquisto di atti sessuali - alla luce dell'evoluzione dell'opinione pubblica e delle norme internazionali.

## Temi legali
I temi legali tendono a concentrarsi su quattro argomentazioni: la vittimizzazione, l'etica e moralità, la libertà dell'individuo e infine il beneficio o danno per la società in generale (compresi i danni indiretti derivanti dalle questioni legate alla prostituzione).
Molte persone sostengono la legalizzazione della prostituzione in quanto atto sessuale consensuale tra adulti (un crimine senza vittime), cosicché i governi non dovrebbero vietarne la pratica. Molti tra i contrari sostengono invece che le stesse prostitute sono delle vittime, in quanto la prostituzione è una pratica che può condurre a gravi effetti psicologici e fisici dannosi a lungo termine.

### Tratta di esseri umani
Gli oppositori alla legalità della prostituzione portano come argomento principale la cosiddetta tratta di esseri umani ai fini di sfruttamento sessuale.
Secondo un rapporto del 2007 dell'Ufficio delle Nazioni Unite per il controllo della droga e la prevenzione del crimine le destinazioni più comuni per le vittime della tratta di esseri umani a scopo sessuale sono Giappone, Israele, Belgio, Paesi Bassi, Germania, Italia, Turchia e Stati Uniti; mentre i principali paesi di origine delle persone trafficate sono Thailandia, Cina, Nigeria, Albania, Bulgaria, Bielorussia, Moldavia e Ucraina.

## Modelli legislativi
I diversi ordinamenti rispetto al fenomeno della prostituzione si basano su pochi modelli legislativi, dalla depenalizzazione al proibizionismo totale.
Le ONG, gli accademici e i dipartimenti governativi spesso classificano l'approccio alle leggi sulla prostituzione e l'approccio in 5 modelli:
| Models                           | Sex worker (Lavoro sessuale) | Clienti (acquistare prestazioni di carattere sessuale) | Terze parti (attività collaterali) | Organizzare lavoro sessuale                          |
| -------------------------------- | ---------------------------- | ------------------------------------------------------ | ---------------------------------- | ---------------------------------------------------- |
| Depenalizzazione                 | Depenalizzato                | Depenalizzato                                          | Depenalizzato                      | Dipende dalle leggi specifiche di ogni regione/stato |
| Regolamentarismo                 | Regolamentato                | Regolamentato                                          | Regolamentato                      | Regolamentato                                        |
| Abolizionismo                    | Legale                       | Legale                                                 | Reato                              | Spesso reato                                         |
| Neo-proibizionismo/abolizionismo | Legale                       | Reato                                                  | Reato                              | Reato                                                |
| Proibizionismo                   | Reato                        | Reato                                                  | Reato                              | Reato                                                |

### Depenalizzazione
La depenalizzazione è un modello che prevede il riconoscimento del lavoro sessuale prendendo atto della sua esistenza ed evitando di intervenire con una regolamentazione che penalizzi le persone che lavorano nell'industria del sesso. Ci sono diversi riferimenti normativi da quello attuato in Nuova Zelanda nel 2003 a quello recentissimo approvato in Belgio nel 2022 in cui si vanno a depenalizzare le terze parti quali i fornitori di servizi (come ad esempio quelli necessari all'amministrazione del denaro quindi commercialisti, assicuratori, avvocati, consulenti, persone che prestano denaro o si occupano della contabilità, locatari di immobili o terreni) in modo che le lavoratrici e sessuali possano inquadrare il loro lavoro come professioni autonome. Lo sfruttamento viene quindi definito in termini di pratiche volte alla organizzazione di lavoro sessuale altrui a proprio vantaggio personale e così descritta rimane nel codice penale, così come possono configurarsi come reati le attività di promozione, incitazione con l'obiettivo di ottenere direttamente o indirettamente un vantaggio economico anomalo come ad esempio e avere un compenso per un controllo gerarchico sulle e sui sex worker oppure per il coordinamento dell'attività di diverse prostitute come ad esempio determinarne turni e orari di lavoro. Non rientra l'organizzazione del Lavoro sessuale in senso di sfruttamento nei casi in cui lavoratrici e/o lavoratori del sesso condividano insieme un immobile in cui offrono servizi sessuali a condizione che non vi sia nessun rapporto di autorità tra loro.

#### Paesi che adottano la depenalizzazione
Il Nuovo Galles del Sud (Australia), con un percorso iniziato dal 1979 con l'abrogazione dei reati relativi al lavoro sessuale di strada, è stato il primo posto al mondo ad adottare questo modello e depenalizzare il lavoro sessuale tra adulti. In seguito nel 2003 anche la Nuova Zelanda si avvia a decriminalizzare i sex work con il "Prostitution Reform Act" e successivamente si allinea a questa prospettiva anche un altro stato federato australiano, il Territorio del Nord, dove il lavoro sessuale è stato completamente depenalizzato attraverso il "Sex Industry Bill 2019". In Europa il Belgio ha adottato questo modello.

### Regolamentarismo
Il modello regolamentarista considera la prostituzione come un'attività del tutto lecita e liberamente esercitabile come una qualsiasi attività commerciale e ne regolamenta attentamente le forme di esercizio per assicurare che non vi siano fenomeni di sfruttamento o costrizione e per fare in modo che sia tutelata la dignità di chi si prostituisce. Anche nel modello regolamentarista chiaramente resta vietata la prostituzione minorile e resta intensamente punita sul piano penale qualsiasi forma di costrizione o coartazione.
Sul piano dei trattati internazionali, questo modello si presenta come coerente con i più recenti strumenti pattizi, il cui focus è incentrato sulla repressione di fenomeni come il trafficking, più che sul vietare la prostituzione in quanto tale. In tal senso, il Protocollo delle Nazioni Unite sulla prevenzione, soppressione e persecuzione del traffico di esseri umani, in particolar modo donne e bambini adottato a Palermo nel 2000, non fa più riferimento alla repressione della prostituzione in quanto tale, ma alla repressione del traffico di esseri umani attraverso coercizione.

#### Paesi che adottano il modello regolamentarista
In una ridotta minoranza di Paesi lo status giuridico della prostituzione segue il modello regolamentarista. Negli ordinamenti che adottano questo modello la prostituzione è legale ed è regolamentata da norme pubblicistiche. La legalizzazione sovente include l'imposizione di tasse e restrizioni, più o meno ampie, nell'esercizio della prostituzione anche con l'individuazione di luoghi preposti all'esercizio dell'attività e la prescrizione di controlli sanitari obbligatori per prostitute e prostituti per la prevenzione e il contenimento delle malattie veneree e l'obbligo di segnalare attività e residenza.
La prostituzione è legale e regolamentata:
- in Europa: Germania, Ungheria, Paesi Bassi, Repubblica Ceca, Austria, Svizzera, Grecia e Spagna (si veda: Prostituzione in Europa).
- in Nordamerica: nello Stato del Nevada (con l'eccezione delle contee poste sul confine occidentale, e di quelle di Lincoln e di Clark), in Messico e a Panama.
- in Sudamerica: Bolivia, Perù, Ecuador, Colombia, Cile, Uruguay e Venezuela.
- in Africa: Senegal.
- in Asia: Libano, Turchia.
- in Oceania: negli stati federati australiani di Queensland, Vittoria e nel Territorio della Capitale Australiana.

### Abolizionismo
Il modello abolizionista considera la prostituzione come un'attività non lecita e che non può essere oggetto di una normale attività commerciale, ma al tempo stesso non punita penalmente. Negli ordinamenti che adottano questo modello non costituisce reato il prostituirsi, ossia l'offrire prestazioni sessuali a pagamento (salvo che sia fatto nelle forme dell'adescamento), così come non costituisce reato l'acquistare prestazioni sessuali a pagamento. Sono invece punite penalmente le attività tipicamente associate alla prostituzione, quali lo sfruttamento, il reclutamento e il favoreggiamento, e talvolta l'adescamento in strada.
Questo modello legislativo, che idealmente tenderebbe a estirpare il fenomeno della prostituzione senza far ricorso alla repressione penale a danno delle prostitute né dei clienti, si è affermato nel dibattito giuridico nel secondo dopoguerra, un esempio è la cosiddetta "Legge Merlin" adottata nel febbraio 1958 e ancora in vigore in Italia. A livello di fonti internazionali, la "Convenzione per la repressione della tratta degli esseri umani e dello sfruttamento della prostituzione, adottata a New York il 21 marzo 1950" (ratificata dall'Italia con Legge 23 settembre 1966, n. 1173) è visibilmente ispirata alle politiche "abolizioniste". Il testo della Convenzione, infatti, impegna gli Stati aderenti a punire lo "sfruttamento della prostituzione di un'altra persona anche se consenziente", il "mantenimento, direzione o amministrazione o contributo a finanziare una casa chiusa". Mentre non richiede di punire la prostituzione in sé o il fruire di prostituzione. 
Una gran parte dei Paesi occidentali ha adottato nel corso del '900 il modello abolizionista. In questi ordinamenti la prostituzione non è proibita, né è proibito l'acquisto di prestazioni sessuali a pagamento. Sono invece punite tutta una serie di condotte collaterali alla prostituzione (favoreggiamento, induzione, reclutamento, sfruttamento, gestione di case chiuse, prostituzione tra i 16 e i 18 anni, etc.), allo scopo di scoraggiare la prostituzione senza una proibizione diretta.

#### Paesi che adottano il modello abolizionista
- in Europa: dalla maggioranza dei Paesi dell'Unione Europea (si veda Prostituzione in Europa, tra cui l'Italia), con le eccezioni di Germania, Svezia e Irlanda del Nord.
- nella Regione Caraibica: Cuba.
- in Sudamerica: la gran parte dei Paesi, tra cui Brasile, Paraguay e Argentina, adotta questo modello (con l'eccezione di quei paesi nei quali la prostituzione è legale e regolamentata).
- in Africa: Burkina Faso[43], Repubblica Centrafricana[44] Costa d'Avorio[45] Etiopia[46], Madagascar[47], Malawi[48].
- in Asia: India[49], Hong Kong[50] e Macao[51], territori autonomi della Cina, Timor Est[52], Kazakistan, Giappone (in parte)[53] e altri paesi minori.
- in Oceania: negli Stati di Australia Meridionale, Territorio del Nord, Tasmania e Australia Occidentale, in alcuni Paesi insulari: Kiribati[54], Tonga[55].

In Inghilterra, Scozia e Galles l'acquisto di prestazioni può essere sanzionato (come nel neoproibizionismo), ma solo se la prostituta risulta vittima di tratta o prostituzione forzata. In Irlanda la prostituzione su strada è sanzionata come nel modello neoproibizionista dal 2017, ma è tollerata la prostituzione d'appartamento.

### Proibizionismo
Il modello proibizionista considera la prostituzione come un'attività illegale in quanto vietata dalla legge e perseguita penalmente. Negli ordinamenti che seguono questo modello è reato offrire prestazioni sessuali a pagamento, in alcuni è reato anche acquistare prestazioni sessuali a pagamento. Sono anche punite tutte le attività di contorno alla prostituzione, come lo sfruttamento della prostituzione, l'induzione, il favoreggiamento.

#### Paesi che adottano il modello proibizionista
Nella maggioranza dei Paesi del mondo è seguito il modello proibizionista che rende la prostituzione illegale. In molti di questi è punita la condotta di chi si prostituisce, ma non quella del "cliente" (chi acquista una prestazione sessuale a pagamento), in altri sono puniti sia chi si prostituisce sia il cliente. In tre Paesi del Nord Europa (Svezia, Norvegia e Islanda) è seguito un particolare modello legislativo, noto come "modello svedese" nel quale viene punito il cliente, ma non chi si prostituisce, sul presupposto che quest'ultimo soggetto è vittima di sfruttamento.
La sanzione prevista per la prostituzione varia sensibilmente da Paese a Paese: in taluni Paesi islamici, che adottano la Sharia, chi si prostituisce può essere punito con la pena di morte, in altri ordinamenti è un crimine punibile con severe sanzioni detentive, in altri costituisce una violazione amministrativa, punita con tali sanzioni.
La prostituzione è illegale:
- in Europa: la gran parte dei Paesi dell'Europa dell'Est (tranne Polonia, Repubblica Ceca, Slovacchia e Bulgaria).
- in Nord America: in tutti gli Stati Uniti, escluse molte contee del Nevada (nella città di Las Vegas è illegale ma estremamente diffusa e talvolta è tollerato l'adescamento, se la prostituzione in sé è esercitata in una contea confinante[57]).
- in Sudamerica: Guyana,[58] Suriname[59].
- in Africa: Angola, Botswana, Zimbabwe, Swaziland, Burundi, Congo, Ruanda, Zambia, Uganda, Gabon, Mauritius, Camerun, Liberia, Ghana, Tanzania, Kenya, Sudafrica.
- in Asia: Corea del Sud[60], Corea del Nord[61] Cina, eccetto Hong Kong e Macao,[62], Repubblica di Cina[63], Vietnam[64], Laos[65], Mongolia[66], Filippine[67], Thailandia[68] (illegale ma ampiamente tollerata), Birmania[69], Sri Lanka[70], Giappone (parzialmente)[71].
- nella Regione Caraibica: Bahamas[72], Barbados[73], Repubblica Dominicana[74], Haiti[75], Giamaica[76], Trinidad e Tobago[77], Antigua e Barbuda[78], Grenada[79], Saint Kitts e Nevis[80], Saint Lucia[81].
- in Oceania: alcuni Paesi insulari: Papua Nuova Guinea[82], Figi[83], Samoa[84] Isole Salomone[85], Isole Marshall[86], Nauru[87], Palau[88], Tuvalu[89], Vanuatu[90], Stati Federati di Micronesia[91].
- nella gran parte dei Paesi musulmani; eccezioni sono il Libano, la Tunisia (nella capitale Tunisi)[92] e la Turchia.

### Neo-proibizionismo/neo-abolizionismo
Una variante del modello proibizionista modello è il cosiddetto modello neo-proibizionista (talvolta chiamato neo-abolizionista in alcuni ambiti femministi e dei movimenti anti-prostituzione, anche detti sex worker escludenti) adottato nell'ultimo decennio in Svezia, Norvegia, Francia e Islanda, nel quale è reato acquistare prestazioni sessuali a pagamento e costituiscono reato tutte le attività di contorno alla prostituzione, ma non è punito l'offrire prestazioni sessuali a pagamento. In pratica si sceglie di punire il cliente (solitamente con un'ammenda), ma non la prostituta, sull'assunto che questa sia la vittima del mercato della prostituzione e non l'artefice. Solitamente la prostituzione maschile è invece ignorata da questi modelli legislativi, seppur tecnicamente vietata.

#### Paesi che adottano il modello neo-proibizionista
In Svezia, Norvegia, Islanda, Irlanda del Nord, Francia, Canada, Maine (USA), Irlanda (parzialmente) e Israele è illegale acquistare prestazioni sessuali a pagamento. In Norvegia vengono sanzionate anche le prostitute se praticano l'adescamento in pubblico, e i clienti vengono perseguiti in patria su segnalazione di polizie straniere se acquistano prestazioni all'estero. In Svezia le prostitute vengono tassate, e i clienti possono essere sanzionati da una multa fino a un anno di carcere in caso di recidive (tuttavia nessun cliente, come negli altri stati con simili leggi, è mai stato effettivamente detenuto in carcere ma solitamente condannato ai lavori socialmente utili o con la sospensione condizionale della pena, o all'obbligo di frequentare corsi di sensibilizzazione sulla violenza contro le donne).